# Pełzak odmieniec
Pełzak odmieniec (Amoeba proteus) – gatunek ameby należący do rzędu Euamoebida z supergrupy Amoebozoa. Dawniej klasyfikowany jako protist z podtypu Rhizopoda.
Jest bardzo pospolity. Występuje w zbiornikach wodnych, kałużach, rowach jak również w wolno płynących wodach. Bytuje w górnych warstwach wody lub na spodniej stronie roślin wodnych. Spotykany również na powierzchni mułu dna zbiorników.Osiąga maksymalnie wielkość 600 - 1000 μm. Jednak zwykle nie przekracza 250 - 600 μm. Odżywia się bakteriami. Porusza się przy pomocy wysuwanych naprzód długich rozgałęzionych pseudopodiów.